# Far East Movement
Far East Movement är en amerikansk electro hop-grupp som skapat låtar i samarbete med ett flertal olika artister. Gruppen skapades 2003 och består av Kev Nish (Kevin Nishimura), Prohgress (James Roh), "DJ Virman (Virman Coquia) och tidigare J-Splif (Jae Choung). Far East Movement nådde kändisskapet med låten "Round Round" som var med som soundtrack i Hollywoodfilmen The Fast and the Furious: Tokyo Drift.

## Medlemmar
Nuvarande medlemmar
- "Kev Nish" (Kevin Nishimura, född 12 januari, 1984) (2003– )
- "Prohgress" (James Roh, född 4 januari, 1984) (2003–)
- "DJ Virman" (Virman Coquia, född 24 januari, 1985) (2009–)

Tidigare medlemmar
- "J-Splif" (Jae Choung, född 11 februari, 1984) (2003–2016)

## Diskografi

### Studioalbum
- 2006 – Folk Music
- 2009 – Animal
- 2010 – Free Wired
- 2012 – Dirty Bass
- 2016 – Identity

### Singlar (urval)
- 2007 – "Lowridin'" (med Wiz Khalifa & Bionik)
- 2007 – "You've Got a Friend" (med Lil Rob & Baby Bash)
- 2010 – "Girls on the Dance Floor" (med The Stereotypes)
- 2010 – "Like a G6" (med The Cataracs och DEV)
- 2010 – "Rocketeer" (med Ryan Tedder)
- 2011 – "2gether" (med Roger Sanchez och Kanobby)
- 2011 – "If I Was You (OMG)" (med Snoop Dogg)
- 2011 – "Jello" (med Rye Rye)
- 2012 – "Live My Life" (med Justin Bieber)
- 2012 – "Dirty Bass" (med Tyga)
- 2012 – "Turn Up the Love" (med Cover Drive)
- 2012 – "Where the Wild Things Are" (med Crystal Kay)
- 2013 – "The Illest" (med Riff Raff)